# Buczek Wielki (gromada)
Buczek Wielki – dawna gromada, czyli najmniejsza jednostka podziału terytorialnego Polskiej Rzeczypospolitej Ludowej w latach 1954–1972.
Gromady, z gromadzkimi radami narodowymi (GRN) jako organami władzy najniższego stopnia na wsi, funkcjonowały od reformy reorganizującej administrację wiejską przeprowadzonej jesienią 1954 do momentu ich zniesienia z dniem 1 stycznia 1973, tym samym wypierając organizację gminną w latach 1954–1972.
Gromadę Buczek Wielki z siedzibą GRN w Buczku Wielkim (w obecnym brzmieniu Wielki Buczek) utworzono – jako jedną z 8759 gromad na obszarze Polski – w powiecie złotowskim w woj. koszalińskim na mocy uchwały nr 43/54 WRN w Koszalinie z dnia 5 października 1954. W skład jednostki weszły obszary dotychczasowych gromad Buczek Wielki, Nowy Buczek, Czyżkowo i Wersk, ponadto  miejscowość Wieś Osowo (bez wybudowania Osowiec i części położonej obok Poborcza, włączonych do nowo utworzonej gromady Głomsk, oraz bez 7 wybudowań w północno-zachodniej części, przyległych do dotychczasowej gromady Lipka, a włączonych do nowo utworzonej gromady Lipka) z dotychczasowej gromady Osowo oraz obszary 2 gospodarstw z wybudowania Buczka Małego z dotychczasowej gromady Buczek Mały – ze zniesionej gminy Lipka, a także obszar lasu w granicach leśnictwa Buczek Wielki z dotychczasowej gromady Kujan ze zniesionej gminy Zakrzewo, w tymże powiecie. Dla gromady ustalono 13 członków gromadzkiej rady narodowej.
31 grudnia 1971 z gromady Buczek Wielki wyłączono wieś Wersk, włączając ją do gromady Zakrzewo w tymże powiecie, po czym gromadę Buczek Wielki zniesiono, a jej (pozostały) obszar włączono do gromady Lipka tamże.